# New Amazonia: A Foretaste of the Future
Nova Amazònia: un futur anticipat és una novel·la de ficció utòpica publicada el 1889 escrita per la novel·lista anglesa Elizabeth Burgoyne Corbett més coneguda com a "Mrs. George Corbett".
Aquesta obra es una ginecotopia mixta de dones i homes amb preponderància de personatges femenins. Té lloc en un futur avançat amb certs enfocaments en pro dels drets humans de les dones en comparació amb la societat victoriana anglesa de finals del segle xix on viu la seva creadora.
Nova Amazonia es una novel·la narrada en primera persona per la protagonista principal, una dona de la que mai sapiguem el seu nom però si moltes coses que la defineixen: la seva nacionalitat anglesa, la seva feina de periodista, es declara partidària de las vindicacions feministes i el sufragi universal (no exclusiu d'homes blancs) amb una personalitat curiosa i respectuosa cap a la nova societat matriarcal de caràcter industrialitzada en la que apareix de forma sobtada.
El seu contrapunt ho marca August, el company desconegut de la protagonista, un personatge que representa tots el tòpics del sexisme, el masclisme i el classisme victorià a l'època de Corbett.

## Personatges
Junt als protagonistes hi ha un grup de ciutadanes i ciutadans que els guien i els donen informació i allotjament:
- Agnes i Myra, dos ciutadanes.

- Hilda, ciutadana de 19 anys estudiant de Química.

- Principal Helen Grey, la Presidenta de la República, el major càrrec públic a Nova Amazònia. També coneguda com a Lady Principal

| «                                                                      | Els seus trets eren tan perfectes en el seu contorn i expressió que crec que Minerva ha d'haver semblant a aquesta dona. No hi havia una entre totes aquestes dones que no semblés l'encarnació de la salut. La directora Helen Gray va fer més que això; Em va semblar que ella mateixa era la deessa de la salut, i ser capaç de dotar els altres d'aquesta benedicció terrenal més apreciada. | » |
| — Elizabeth B. Corbett, New Amazonia: A Foretaste of the Future (p.18) | |   |

- Professor Wise, docent de 114 anys però amb una estètica i salut de 45 anys. A l'obra es destaca que la majoria del professors més coneguts són homes.
- John Saville, jove científic que va rebre la 13ena medalla de l'Ordre del Mèrit "per la seva modèstia i bon sentit comú...les seves invencions i millores en matèries relacionades amb la ciència sanitària".

## Estructura i argument
Es una novel·la de ficció breu,145 pàgines a la versió original en anglès, estructurada en XVII capítols.
La protagonista principal es queda adormida després de lectura d'un article antifeminista signat per dones de la burgesia que s'oposen a la causa del sufragi femení; i la seva contra-rèplica per dues representants del Moviment Sufragista anglès, Mrs. Fawcett i Margaret Mary Smith (mès coneguda com a Mrs. Aston Dilke)

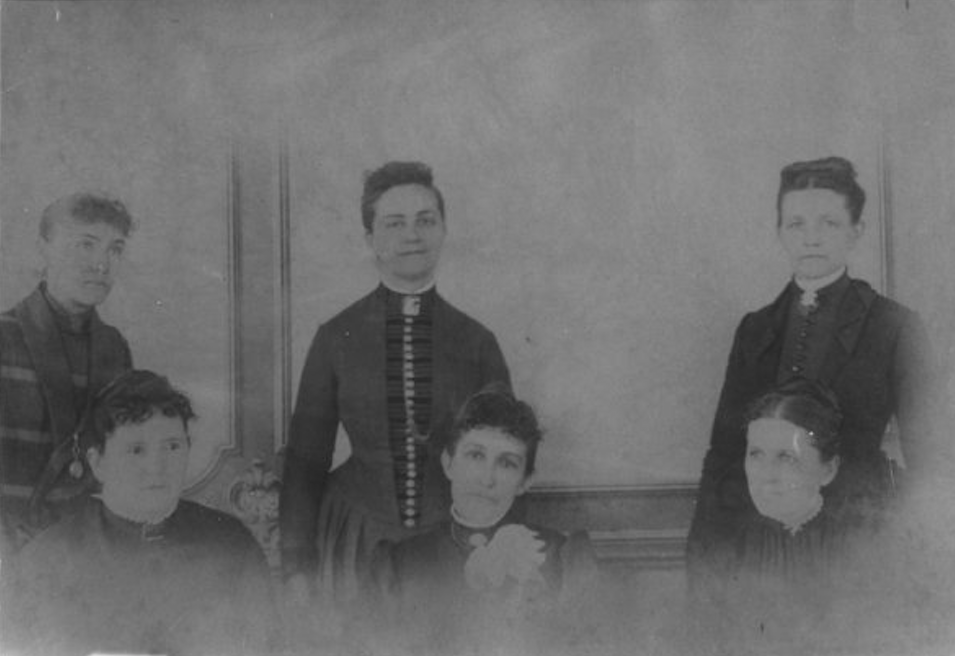
Govern de dones a Oskaloosa (Kansas) en 1888.

Es desperta en companyia d'un desconegut fumador d'axis, en un món futur dirigit per dones inspirat en el Consell d'Oskaloosa. D'una manera similar al despertar del Julian West en la novel·la d'Edward Bellamy, Looking Backward de 1888, la narradora s'adorm en 1889 i desperta sis segles després en 2472.

Ella rep una proposició de la Lider Principal per quedar-se a Amazònia i ajuda del Bureau per publicar un llibre sobre el seu país d'origen; amb el beneficis obtinguts tindria les lletres crèdit estatal (no hi ha la moneda al país) necessàries per començar a desenvolupar la seva autonomia al País.
| «                                                                 | Si vostè és escriptora gràfica pot sol·licitar una cita. Els escriptors són sempre benvinguts, i amés a més hi ha de tenir molt a dir. No caldrà que dediqui molt de temps en la seva ocupació, en cas de que se li permeti quedar-se amb nosaltres, i podrà guanyar tant com faci... quan es presenti (l'oportunitat). | » |
| — E. B. Corbett, New Amazonia: A Foretaste of the Future. (p.113) | |   |

### Història
La dona i l'home victorians reben una breu introducció a la història per una de les ciutadanes. S'assabenten que a principis del segle XX hi va haver terribles guerres entre Anglaterra i Irlanda (també va implicar a França al costat d'Irlanda), en les que va morir gran part de la població masculina d'Irlanda. Els britànics van repoblar l'illa amb els seus propis excedents de dones, fomentant la figura de les dones colones, amb fills o sense, però cap home adult no va ser acceptat com a nou colon d'Irlanda.

Les dones angleses van superar en nombre de 3-1 als homes, convertint-les en una aclaparadora majoria, que a poc a poc va aprofitar l'avantatge numèrica per convertir el país en un veritable matriarcat.
| «                                                                       | Cap lluita registrada a la història es pot comparar amb la lluita contra l'opressió que ara duien a terme valents i nobles avantpassats dels que tenim tan bones raons per estar orgullosos. Molts i desconcertants van ser les derrotes que van suportar, però gloriosament triomfant va ser la seva victòria final, de la qual la nostra existència com a nació independent va ser el resultat...Gairebé tots els noms dels llocs es van canviar, i es van rebatetjar amb els cognoms de dones famoses; Fawcettville, Beecherstown, Weldonia, Besantville, Jarettburn... | » |
| — Elizabeth B. Corbett, New Amazonia: A Foretaste of the Future. (p.37) | |   |

### Política
La lliçó de història és seguida d'un recorregut per la nova República d'Amazònia, un Estat autònom i independent, amb una relació d'aliança amb la pàtria britànica. Amazònia encarna una versió de socialisme estatal i l'Estat es veu com la mare de la població.
El Parlament de la nova República està format per:
- Una Líder Principal

```
La Lider mateixa, era una dona magnífica, que quan expirés el seu mandat, cauria un cop més en la seva antiga condició de Professora de Filosofia Moral, una de les lleis de Nova Amazònia, que cada vegada que el mandat d'un Líder s'havia esgotat, ella hauria durant almenys deu anys, de no prendre cap part activa en el govern del seu país.
[
5
]
```

- 2 Conselleres Principals.

- 12 Assessores Privades.

- 250 Tribunes, una per cada Districte.

- 5 Comitès de 10 membres cadascú: Financer, Mèdic, Social, Polític i Religiós.

Totes les delegades son elegides per la ciutadania cada 3 anys amb un màxim de 2 legislatures consecutives.
Qualsevol feina és feta per dones, sense prejudicis ni restriccions. Els homes tenen permès viure a Nova Amazònia, però no poden exercir càrrecs polítics.
```
Els principals càrrecs governamentals estan ocupats per dones, en primer lloc per mera defensa pròpia, i en segon perquè l'experiència del món demostra que el govern masculí sempre ha obert bretxes per admetre la corrupció, la injustícia, la immoralitat i la intolerància arrogant i estreta de mires... Les nostres Tribunes, Conselleres Privades, Assessores Principals i la nostra Líder són sempre dones ... però pel que fa a tota la resta de coses, els sexes es troben en peu d'igualtat, tant dones com homes que han arribat a l'edat de 45 anys amb privilegis per votar a totes les eleccions.
[
7
]
```

### Beneficis socials, serveis públics i administració

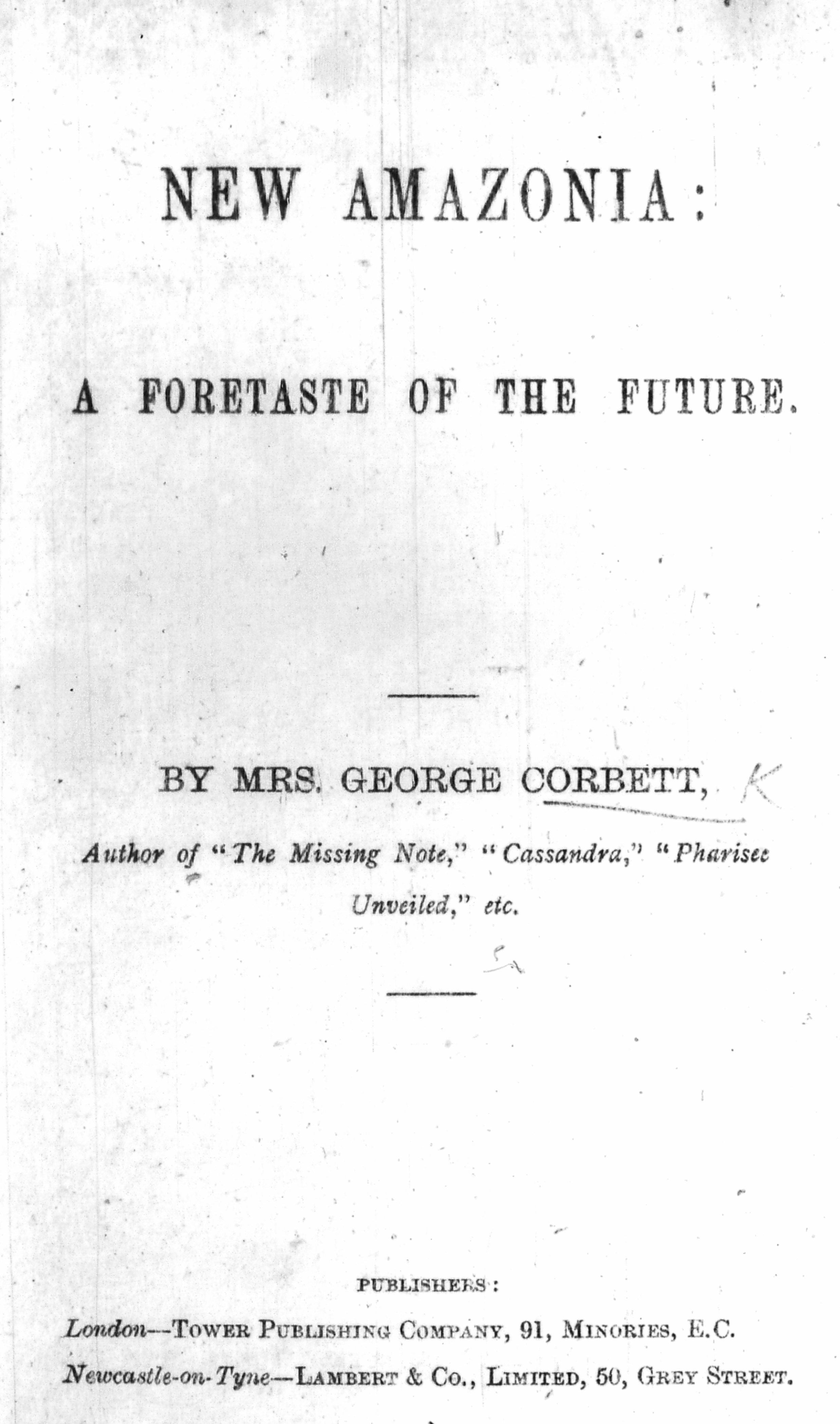
New Amazonia A Foretaste of the Future; obra original.

A Andersonia, la seva capital, abans coneguda com a Dublín, hi ha un munt de serveis públics gratuïts o de baix cost:
- Transporte públic mitjançant cotxes elèctrics guiats per rails i impulsats amb força hidràulica.
- Sanitat pública i serveis de cura gratuïts per les mares i els nadons/es.
- Educació gratuïta.
- Llanderies privades supervisades per l'Estat, també donen servei domestic (per dia, setmana o mes).
- Saunes públiques estatals amb piscines d'aigua marina exclusives per a dones per fomentar la salut i l'esport.
- Pensions estatals, amb possibilitat de seguir treballant voluntàriament per L'Estat.
Hi ha una gestió intel·ligent de l'energia de les turmentes que permet reutilitzar-la: al transport públic, en l'abastiment elèctric de tots ells aparells domèstics a la llar i a tot arreu (mes barat i res de soroll ni de contaminació). Les companyies de subministrament de serveis bàsics d'aigua i llum han sigut nacionalitzades.
Les feines a serveis estatals, funcionaris/es, tenen sous alts i gratificacions per beneficis i bon compliment (que seran retirats en cas de incompliment). Un petit percentatge dels sous, es retorna a l'Estat per obtenir una pensió futura.

### Educació
S'ha creat un cos estatal de educació per als fills/filles de les colones on s'inclou l'exercici físic i servei de menjador amb una alimentació saludable pagada per l'Estat. Els infants als 10 anys passaven a l'escola formal durant 6 anys mes. L'Estat s'encarrega del manteniment dels joves (una mena de beca retornable) fins als 20 anys. Després, una vegada tinguessin feina, els primers 5 anys fins a l'edat de 25 tornarien part de les beques de formació rebudes tots aquests anys.

### Matrimoni
Alguns nens quan van créixer, es van quedar treballant al país i es van revisar les lleis de matrimoni; que es reconeix com una unió civil entre subjectes sans. Els fills i filles son responsabilitat total de l'Estat.
El divorci es permet solament després del naixement d'un fil. Hi ha un màxim de 4 fills per matrimoni sobre la base de les doctrines malthusianes aplicades.
```
Les nostres lleis i economia social ofereixen excel·lents premis per a la castedat, i el resultat és que tots els nostres compatriotes més intel·lectuals, especialment les dones, prefereixen l'honor i l'avanç, als plaers del matrimoni i la reproducció...Creiem que la claredat perfecta del cervell i la capacitat de dedicar-se exclusivament a temes intel·lectuals són inseparables de l'estat cèlibe.
[
8
]
```

### Convivència i Legislació
La Nova Amazònia porta una organització de caràcter cooperatiu perquè totes les ciutadanes i ciutadans estén interessats en promoure la estabilitat i prosperitat de la República.
Els homes no som elegibles per a l'Oficina Política, però molts tenen càrrecs importants i lucratius sota el Govern, en els quals els seus talents administratius tenen lloc. En tots els altres aspectes, els privilegis educatius, socials i electius dels sexes, són perfectament iguals.
El sufragi es universal; dones i homes ciutadans amb 45 anys complits poden votar.
```
A més d' haver d'arribar a una certa edat, abans de poder votar a les eleccions; tots, dones i homes, hem de comprar una acció al país i tots estem molt ansiosos de fer-ho, ja que aquestes accions sempre tenen una prima i donen mès rendibilitat que qualsevol altra forma d'inversió ... No ens permetem tenir més d'una acció individualment. La idea és fer-nos tots iguals a la vista de la llei, garantir l'interès individual i mantenir la pau i l'ordre.
[
8
]
```

El testament és obligatori però els destinataris es trien a voluntat; familiars o fins i tot l'Estat.
Qui trenca les normes de convivència greument veurà eliminades les seves opcions d'optar a feines estatals, confiscades les seves possessions i la seva pensió, en casos extrems perdrà els seus drets civils, la seva ciutadania i serà expulsat del país.

### Salut i Alimentació
Hi ha un nou codi de vestimenta, una especie de vestit nacional, roba còmoda i adaptable al cos.
L'alimentació es estrictament vegetariana i l'Estat porta un control del aliments benèfics i contraproduents en pro d'una alimentació sana i saludable.
```
Tot aliment consumit era de tal naturalesa que immediatament proveïa totes les necessitats del cos, i que tots els aliments indigeribles o no nutritius havien estat bandejats de país fa molt de temps a causa de la pèrdua inútil de la força corporal implicada en la digestió o en la seva assimilació...Evitem tot el que va demostrar ser un article nociu a la dieta ... qualsevol cosa condemnada per la Mare, doncs la seva importació o fabricació està estrictament prohibida, i aquest article en particular és aviat impossible d'obtenir en el país.
[
10
]
```

El resultat és una societat habitada per dones d'altura prodigiosa més de 2 metres, sanes i que viuen al voltant de dos-cents anys. La població es mantén jove i forte durant llargs períodes, utilitzant un procediment de trasplantament de cèl·lules d'altres especies (una especie de cirurgia estètica molt primitiva) subvencionat per l'Estat. Ada of Garretville, inventa una mena de cloroform Schlasfstrank que permet operacions sense dolor del pacient.
La societat segueix les polítiques malthusianistes, molt en voga a l'època de Corbett: s'admet l'eutanàsia (després d'un examen mèdic que acrediti la gravetat irreversible de la salut del pacient) En cas de recuperació possible, s'adorm al pacient a una Renewing room amb una injecció amb una petita pistola amb una mena de cloroform (ether Bändiger), a modo de coma induït per poder despertar-ho una vegada es descobreix la cura a la seva malaltia. Mitjançant la eugenèsia s'eliminen metòdicament les malformacions infantils i no es permetin fills il·legítims.

### Afers militars
Hi ha instrucció militar per tota la ciutadania (dones i homes) des de la infantessa: aprenen a muntar a cavall, disparar, nedar, bussejar, volar en globus i qualssevol exercici militar possible. Es una formació força exigent amb l'obligatorietat una vegada finalitzada de disponibilitat total en una hora en cas necessari; i un sou extra en caso de desenvolupar responsabilitats militar addicionals a la feina habitual. A les Juntes de Guardians, fetes per vigilar fronteres i la gestió de importacions/exportacions estatals, hi ha igual nombre de dones i homes.

### Economia

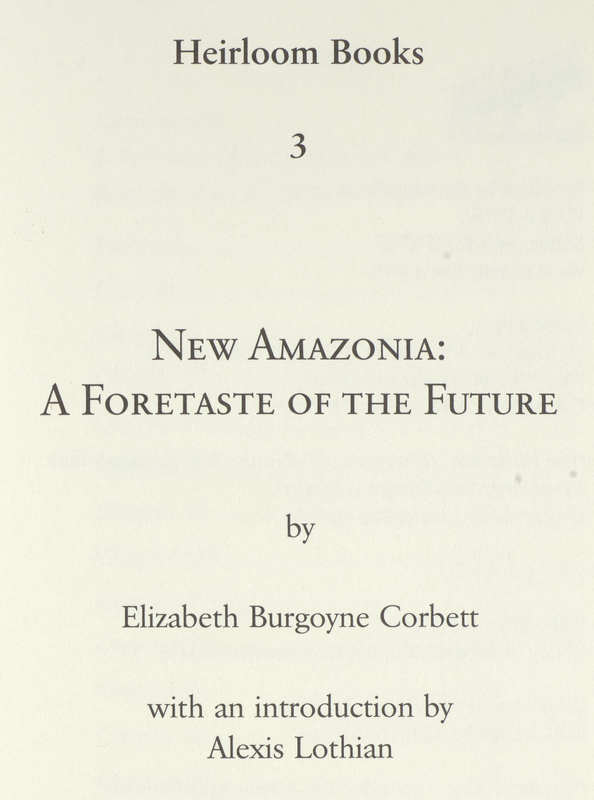
New Amazonia A Foretaste of the Future, reedició al 2014 d'Aqueduct Press.

Hi ha una economia socialista, amb l'Estat com únic importador; no hi ha permís per monopolis i es fomenta la creació de diferents negocis, això com la creació de sindicats. L'Estat com col·laborador en les exportacions cobrava una taxa als negocis particulars. No existeix el cobrament de taxes especial als ciutadans. No es permet l'especulació amb el preu dels bens primaris fixats per l'escala diària de l'Estat. Els bancs no tenen permís per emetre moneda impresa però si lletres de crèdit de L'Estat.

### Comunicacions
Les cases estaven connectades amb els comerços (als baixos de l'edifici) per una xarxa de telèfons i es podien demanar comandes que s'entregassen al moment (als preus estatals fixats). Aquesta xarxa a mes de permetre la transmissió de veu, permet també la transmissió de la música dels teatres o les oracions a les esglésies. Posteriorment, aquest servei de «queda-te-a-casa-i-gaudeix-el-concert-amb-la-teva-sencilla-tecnologia» va ser a poc a poc deixat en desús i gravat amb taxes pel govern; la gent preferia les experiències en viu i directe, cara a cara, en primera persona.

### Religió
A Nova Amazònia son serens sensibles, i es espera que treballem en la seva pròpia salvació. Life Giver és la seva deessa. Ella ho ha creat tot, i els ciutadans els sent com els seus associats/des tan aviat com els seus esperits són suficientment ennoblits i purificats. L'objectiu és la perfecció màxima que farà que l'ànima sigui tan gloriosa en la saviesa i la puresa per apropar-la a la «Donant de Vida» i permetre'l revelar-se en la suprema felicitat que s'ofereix a totes i tots els que han abandonat la ignorància i la imperfecció darrere.

## Comentari de l'obra
Nova Amazònia té un vincle estret amb altres grans obres fantàstiques del feminisme, com la saga Herland de Charlotte Perkins Gilman; però també amb el més estricte gènere fantàstic, com La Terra Nocturna / The Night Land de W. H. Hodgson.
Encara que la Nova Amazònia està escrita en la forma literària utòpica i s'adhereix a les convencions, Corbett subverteix la tradició utòpica per crear una obra que transcendeix les classificacions de gènere tradicionals. La nova Amazònia es desplaça sense problemes de la sàtira a la distòpia a la utopia. Hi ha contradiccions intencionals i moments ambigus que caracteritzen el treball. Els cinc temes principals que presenta: el temps de treball, la misèria, la vivisecció, l'eugenèsia i l'imperialisme. La Nova Amazònia desenvolupa una utopia hibridada que requereix la creació d'una nova categoria: la disutopia satírica.
Hi ha aspectes molt presents a l'obra com les comparacions de la nova República amb l'anterior règim de Teutó-Escocia; una societat masclista culturalment, amb una legislació clarament discriminatòria que fa de la dona una possessió mes del seu marit, sense drets socials, laborals, maritals i que la relega a un espai de reclusió i/o clara discriminació (amb un clar paral·lelisme a la societat victoriana anglesa de l'època de Corbett) Per donar uns petits exemples:
- Sous sexistes discriminaven a les dones cobrant molt menys pel mateix treball (p.34)

- Sense dret al vot

- Divorci amb condicions econòmiques favorables sempre a l'home (p.35)

- Les queixes i vagues de les dones no eren mai ateses.

- La legislació que va prevaler sempre dona immunitat sobre les conductes immorals dels homes cap a les dones (p.36)

Hi ha una interessant reflexió sobre la clara misogínia del Cristianisme i la seva tergiversació interessada de la història i les escriptures; amb la presentació d'una teologia feminista alternativa a l'obra.
Es presenta un plantejament nou de coeducació no sexista i no classista, amb un enfocament cara al veritable descobriment de les diferents capacitats i vocacions de les ciutadanes i ciutadans de Nova Amazònia.
Per altra part hi ha un enfocament dualista molt clar; heterosexualitat procreadora o castedat total com símbol de virtut i requisit sine qua non per ocupar qualsevol dona un càrrec públic al Govern. Això amb les doctrines malthusianistes de cara al control de la natalitat i la salut al país, polítiques d'eugenèsia o penes per tenir mes de cert numero de fills/es apropa una visió mes propera de règims autoritaris.
Nova Amazonia representa una tipologia de ginecotopia noucentista, encara en desenvolupament, que va ser escrita per una sufragista comprometida al si d'una societat victoriana repressora, classista, masclista i racista.